# Gibbon Nunatak
Il Gibbon Nunatak (in lingua inglese: Nunatak Gibbon) è un nunatak, picco roccioso isolato, situato 15 km a nord del Lentz Buttress, sul fianco occidentale del Ghiacciaio Davisville, nel versante settentrionale del Wisconsin Range della catena dei Monti Horlick, nei Monti Transantartici, in Antartide.
Il nunatak è stato mappato dall'United States Geological Survey (USGS) sulla base di rilevazioni e foto aeree scattate dalla U.S. Navy nel periodo 1960-64.
La denominazione è stata assegnata dall'Advisory Committee on Antarctic Names (US-ACAN), in onore di Thomas L. Gibbon, operatore di macchine da costruzione che faceva parte del gruppo che ha trascorso l'inverno 1959 presso la Stazione Byrd.